# Dendrocerus variegatus
Dendrocerus variegatus är en stekelart som beskrevs av Alan Parkhurst Dodd 1914. Dendrocerus variegatus ingår i släktet Dendrocerus och familjen trefåresteklar. Inga underarter finns listade i Catalogue of Life.